# Zăgujeni
Zăgujeni – wieś w Rumunii, w okręgu Caraș-Severin, w gminie Constantin Daicoviciu. W 2011 roku liczyła 513 mieszkańców. 